# Al Sabah

L'emblema del Kuwait

Āl Ṣabāḥ (in arabo آل صباح‎?) è la famiglia regnante dell'Emirato di Kuwait.

## Storia
Il Kuwait moderno si forma attorno alla metà del Settecento quando era ancora un piccolo centro di pescatori di perle, mercanti e guerrieri e predoni del deserto. In quel tempo le grandi famiglie si accordarono per una divisione del lavoro e l'Āl Ṣabāḥ - appartenente al ramo ʿUtūb della tribù degli ʿAnaza - fu scelta come famiglia che avrebbe espresso lo sceicco con poteri di governo.
Il Kuwait contemporaneo è stato fondato dallo sceicco Mubarak Al Sabah che nel 1899 firmò un accordo segreto con i britannici ottenendo protezione contro le mire dell'Impero ottomano, che intendeva allora rendere effettivo il suo controllo nominale sul Nord del Golfo. Durante la prima guerra mondiale, il Kuwait si schiera dalla parte del Regno Unito contro l'Impero ottomano. Nel dopoguerra lo Sceicco concede la prima concessione petrolifera alla Kuwait Oil Company, una joint venture tra la Anglo-Iranian Oil Company e la Gulf Oil. Con le rendite petrolifere l'Āl Ṣabāḥ fu sempre molto attenta a condividere i vantaggi dello sviluppo economico con le altre grandi famiglie kuwaitiane. Negli anni Cinquanta il Kuwait concluse un nuovo patto sociale che riconferma la famiglia Āl Ṣabāḥ al trono.
L'attaccamento della popolazione alla casa regnante fu poi evidente durante l'invasione irachena nella prima guerra del Golfo.

## Genealogia della famiglia Al Ṣabāḥ
- sceicco Mubārak Āl Ṣabāḥ (1896-1915)
  - sceicco Jābir al-Mubārak Āl Ṣabāḥ (1915-1917)
  - sceicco Sālim al-Mubārak Āl Ṣabāḥ (1917-1921)
    - sceicco Ahmad al Jabir al Mubārak Āl Ṣabāḥ (1921- 1950)
    - sceicco ʿAbd Allāh al-Sālim al-Mubārak Āl Ṣabāḥ (1950-1965)
    - sceicco Ṣabāḥ al-Sālim al-Mubārak Āl Ṣabāḥ (1965-1977)
      - sceicco Jābir al-Ahmad al-Jābir al-Mubārak Āl Ṣabāḥ (1978-2006)
      - sceicco Sa'd I al-'Abd Allah al-Salim Al Sabah (2006)
      - sceicco Ṣabāḥ al-Ahmad al-Jābir al-Mubārak Āl Ṣabāḥ (2006-2020)
      - sceicco Nawaf Al-Ahmad Al-Jaber Al Sabah (2020-2023)
      - sceicco Misha'al Al-Ahmad Al-Jaber Al Sabah (2023-)